# Minsk Zubrs 2019
Questa voce raccoglie le informazioni riguardanti i Minsk Zubrs nelle competizioni ufficiali della stagione 2019.

## Prima squadra

### Monte Clark Arena Cup 2019

#### Stagione regolare
| Minsk 3 marzo 2019, ore 10:00 | Petrozavodsk Karelian Gunners | 14 – 36 | Minsk Zubrs |  |

| Minsk 3 marzo 2019, ore 11:00 | Vinnytsia Wolves | 0 – 32 | Minsk Zubrs |  |

#### Playoff
| Minsk 3 marzo 2019, ore 12:00 | Minsk Zubrs | 40 – 7 | Kaliningrad Amber Hawks |  |

| Minsk 3 marzo 2019, ore 14:00 | Minsk Zubrs | 27 – 13 | Petrozavodsk Karelian Gunners |  |

### Statistiche di squadra
| Competizione                        | %Vittorie | In casa | In casa | In casa | In casa | In casa | In casa | In trasferta | In trasferta | In trasferta | In trasferta | In trasferta | In trasferta | Totale | Totale | Totale | Totale | Totale | Totale |
| Competizione                        | %Vittorie | G       | V       | N       | P       | Pf      | Ps      | G            | V            | N            | P            | Pf           | Ps           | G      | V      | N      | P      | Pf     | Ps     |
| ----------------------------------- | --------- | ------- | ------- | ------- | ------- | ------- | ------- | ------------ | ------------ | ------------ | ------------ | ------------ | ------------ | ------ | ------ | ------ | ------ | ------ | ------ |
| Monte Clark Cup - stagione regolare | 1.000     | 0       | 0       | 0       | 0       | 0       | 0       | 2            | 2            | 0            | 0            | 68           | 14           | 2      | 2      | 0      | 0      | 68     | 14     |
| Monte Clark Cup - playoff           | 1.000     | 2       | 2       | 0       | 0       | 67      | 20      | 0            | 0            | 0            | 0            | 0            | 0            | 2      | 2      | 0      | 0      | 67     | 20     |
| Totale                              | 1.000     | 2       | 2       | 0       | 0       | 67      | 20      | 2            | 2            | 0            | 0            | 68           | 14           | 4      | 4      | 0      | 0      | 135    | 34     |

## Seconda squadra

### Campionato bielorusso di football americano 2019
Gli Zubrs hanno partecipato al campionato nazionale con la seconda squadra, denominata Moose.

#### Stagione regolare
| Minsk 9 giugno 2019 | Minsk Moose | 57 – 34 referto | VSMU Predators |  |

| Kaliningrad 22 giugno 2019 | Kaliningrad Amber Hawks | 8 – 32 referto | Minsk Moose |  |

| Minsk 24 agosto 2019 | Minsk Moose | 21 – 0 (a tavolino) referto | Minsk Pagans |  |

#### Playoff
| Minsk 14 settembre 2019, ore 17:00 | Minsk Moose | 22 – 14 (7-0 12-0 0-14 3-0) referto | Minsk Hurricanes | Baza Otdycha Ratomka |

| Minsk 29 settembre 2019, ore 15:00 | Minsk Litwins | 27 – 20 (6-7 6-0 0-13 15-0) referto | Minsk Moose | Stadion BGPU |

### Statistiche di squadra
| Competizione | %Vittorie | In casa | In casa | In casa | In casa | In casa | In casa | In trasferta | In trasferta | In trasferta | In trasferta | In trasferta | In trasferta | Totale | Totale | Totale | Totale | Totale | Totale |
| Competizione | %Vittorie | G       | V       | N       | P       | Pf      | Ps      | G            | V            | N            | P            | Pf           | Ps           | G      | V      | N      | P      | Pf     | Ps     |
| ------------ | --------- | ------- | ------- | ------- | ------- | ------- | ------- | ------------ | ------------ | ------------ | ------------ | ------------ | ------------ | ------ | ------ | ------ | ------ | ------ | ------ |
| Campionato   | 1.000     | 2       | 1       | 0       | 0       | 78      | 34      | 1            | 1            | 0            | 0            | 32           | 8            | 3      | 3      | 0      | 0      | 110    | 42     |
| Playoff      | .500      | 1       | 1       | 0       | 0       | 22      | 14      | 1            | 0            | 0            | 1            | 20           | 27           | 2      | 1      | 0      | 1      | 42     | 41     |
| Totale       | .800      | 3       | 2       | 0       | 1       | 100     | 48      | 2            | 1            | 0            | 1            | 52           | 35           | 5      | 4      | 0      | 1      | 152    | 83     |